# 米と書いてめーとる
米と書いてめーとる (こめとかいてめーとる、アルファベット表記: Kometokaite Meter) は、日本の漫画家。
代表作の『ナルどマ』はテレビアニメ化され2015年5月から放送されている。

## 作品
- ナルどマ